# Aeroportul Namatanai
Aeroportul Namatanai (IATA: ATN, ICAO: AYNX) este un aeroport din Namatanai⁠(d), Namatanai Rural LLG⁠(d), New Ireland Province⁠(d), Papua Noua Guinee.
Situat la o altitudine de 42 m, aeroportul dispune de o singură pistă.